# Paraulopus legandi
Espèce
Statut de conservation UICN

 DD 15 août 2019 : Données insuffisantes
Paraulopus legandi est une espèce de poissons marins téléostéens de la famille des Paraulopidae.

## Systématique
L'espèce Paraulopus legandi a été décrite pour la première fois en 1979 par les ichtyologues français Pierre Fourmanoir et Jacques Rivaton (d), sous le protonyme Chlorophthalmus legandi.
Le nom valide complet (avec auteur) de ce taxon est Paraulopus legandi (Fourmanoir & Rivaton, 1979).

### Synonymie
Selon Catalogue of Life (30 décembre 2024) et World Register of Marine Species (30 décembre 2024) :
- Chlorophthalmus legandi Fourmanoir & Rivaton, 1979

## Description
Paraulopus legandi possède un corps allongé.
L'holotype mesure 13,24 cm.
L'espèce se caractérise comme les autres membres du genre Paraulopus par la présence d'yeux énormes, couvrant presque la moitié de la tête, et peut être distinguée des autres espèces du genre par la présence de bandes horizontales noires au centre de chaque moitié de sa nagoire caudale, ainsi que des points sombres répartis le long du corps

## Répartition
Cette espèce se croise dans l'océan Pacifique, au large de la  Nouvelle-Calédonie, à des profondeurs variant de 360 à 415 m.

## Étymologie
Son épithète spécifique, legandi est un hommage à Michel Legand, directeur de l’O.R.S.T.O.M (Office de la recherche scientifique et technique outre-mer), devenue depuis l’Institut de recherche pour le développement, qui a particulièrement travaillé sur les poissons méso-bathypélagiques et
benthiques profonds de Nouvelle-Calédonie.

## Publication originale
- Pierre Fourmanoir, Jacques Rivaton, Poissons de la pente récifale externe de Nouvelle-Calédonie et des Nouvelles-Hébrides (publication scientifique), 11 février 1980, [lire en ligne], p. 405 à 443.